# Vahur Karus

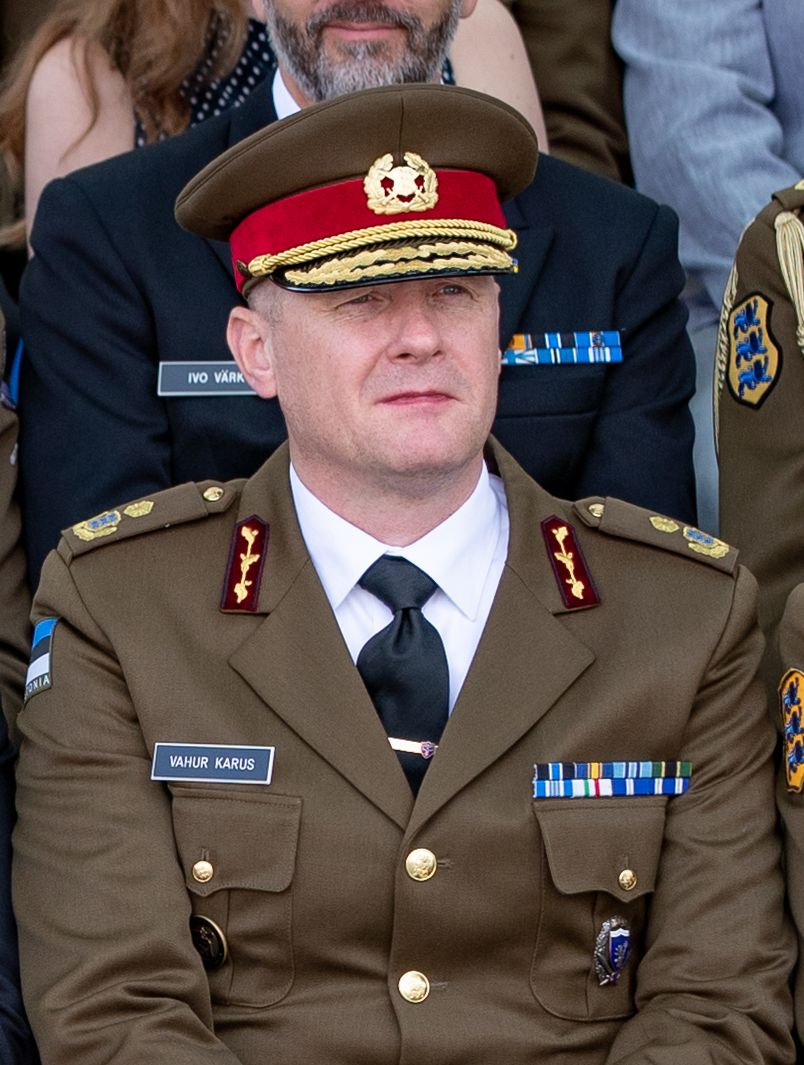
Vahur Karus (2022)

Vahur Karus (* 17. November 1974 in Pärnu) ist ein estnischer Offizier im Range eines Generalmajors. Seit dem 28. Juni 2024 ist er Stabschef der estnischen Verteidigungsstreitkräfte. Davor war er u. a. Kommandant der Militärakademie und der 1. Infanteriebrigade.

## Leben

### Militärische Laufbahn
Beförderungen
- Leutnant (1996)
- Oberleutnant (1998)
- Hauptmann (2000)
- Major (2005)
- Oberstleutnant (2010)
- Oberst (2017)
- Brigadegeneral (2022)
- Generalmajor (2024)

Vahur Karus dient seit 1993 in den Verteidigungsstreitkräften. Er erhielt seine militärische Ausbildung im Königreich Schweden und in den Vereinigten Staaten. In den Jahren von 2002 bis 2003 nahm er an der Auslandsmission des estnischen Heeres im Kosovo teil und war 2006 bis 2007 Kommandeur des estnischen Kontingents in Afghanistan. Im Laufe seiner Karriere diente er unter anderem als Kommandant des Scout-Bataillons. Im Sommer 2018 übernahm er das Kommando über die 1. Brigade des estnischen Heeres.
Seit Juni 2021 war er Kommandant der estnischen Militärakademie. Auf diesem Posten wurde er im Februar 2022 zum Brigadegeneral befördert. Im Juni 2024 wurde er zum Generalmajor befördert und zum Stabschef der Streitkräfte ernannt.

### Privates
Der General ist verheiratet und  Vater von zwei Töchtern. Neben seiner Muttersprache spricht er fließend Schwedisch und Englisch und beherrscht auch Deutsch und Russisch. Zu seinen Hobbys zählen Eisschnelllauf und Militärgeschichte.